# 陕西省历史文化街区
陕西省历史文化街区由陕西省人民政府公布。现已公布6批，共64个。
第一批陕西省历史文化街区：2019年7月19日公布，共3个
第二批陕西省历史文化街区：2020年4月17日公布，共12个
第三批陕西省历史文化街区：2020年12月23日公布，共10个
第四批陕西省历史文化街区：2021年11月3日公布，共30个
第五批陕西省历史文化街区：2022年12月22日公布，共2个
第六批陕西省历史文化街区，于2023年12月17日公布，共7个

## 分市名单

### 渭南市

#### 潼关县

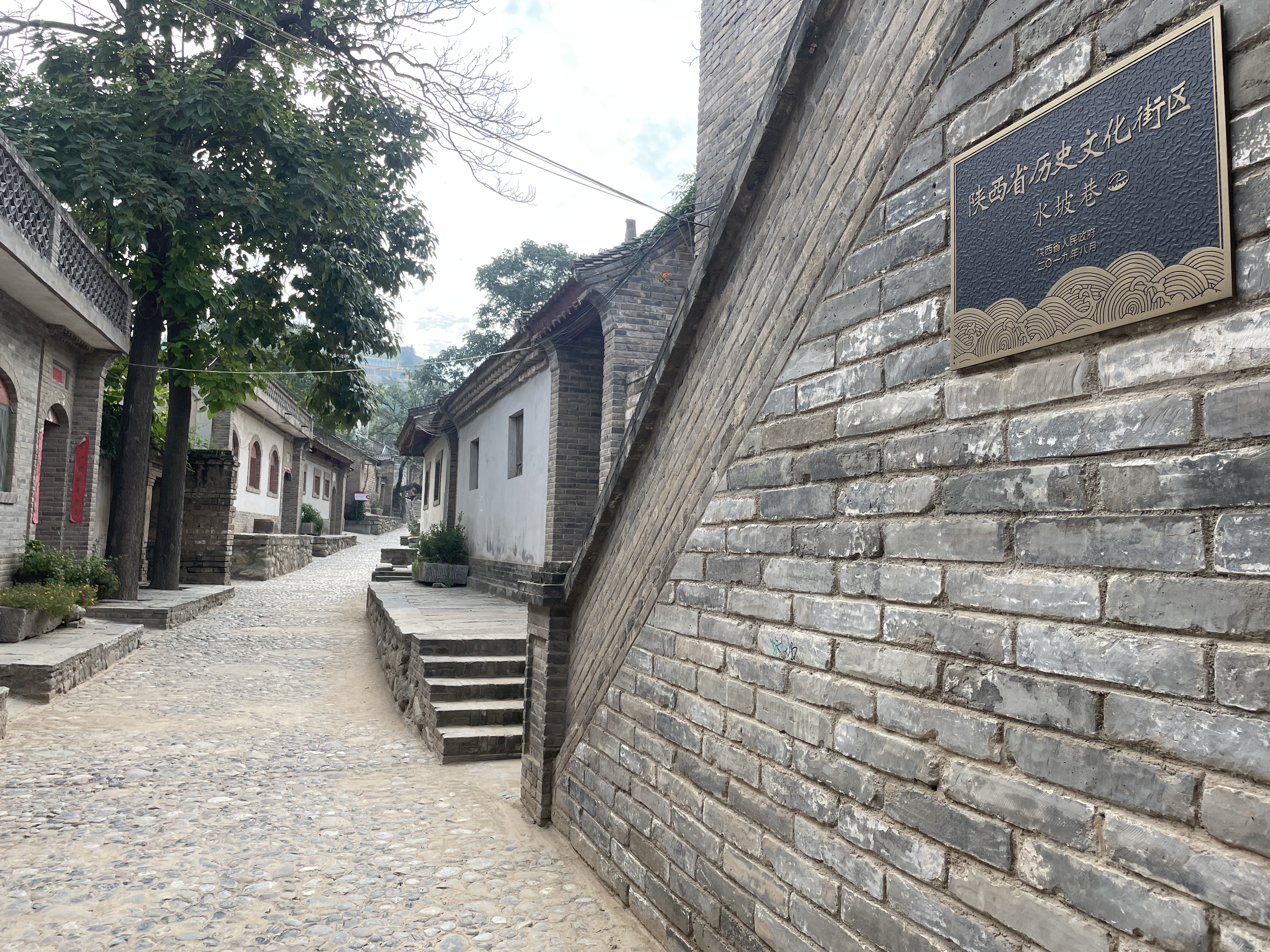
潼关县南街村水坡巷

- 古城水坡巷（1）

#### 韩城市
- 韩城古城历史文化街区（1）

#### 蒲城县
- 达仁巷街区（3）
- 槐院巷街区（3）

#### 华阴市
- 岳庙街历史文化街区（4）
- 环西岳庙历史文化街区（4）

#### 富平县
- 古城正街（5）
- 古城南街（5）

### 铜川市

#### 印台区
陈炉镇老街（1）

### 西安市

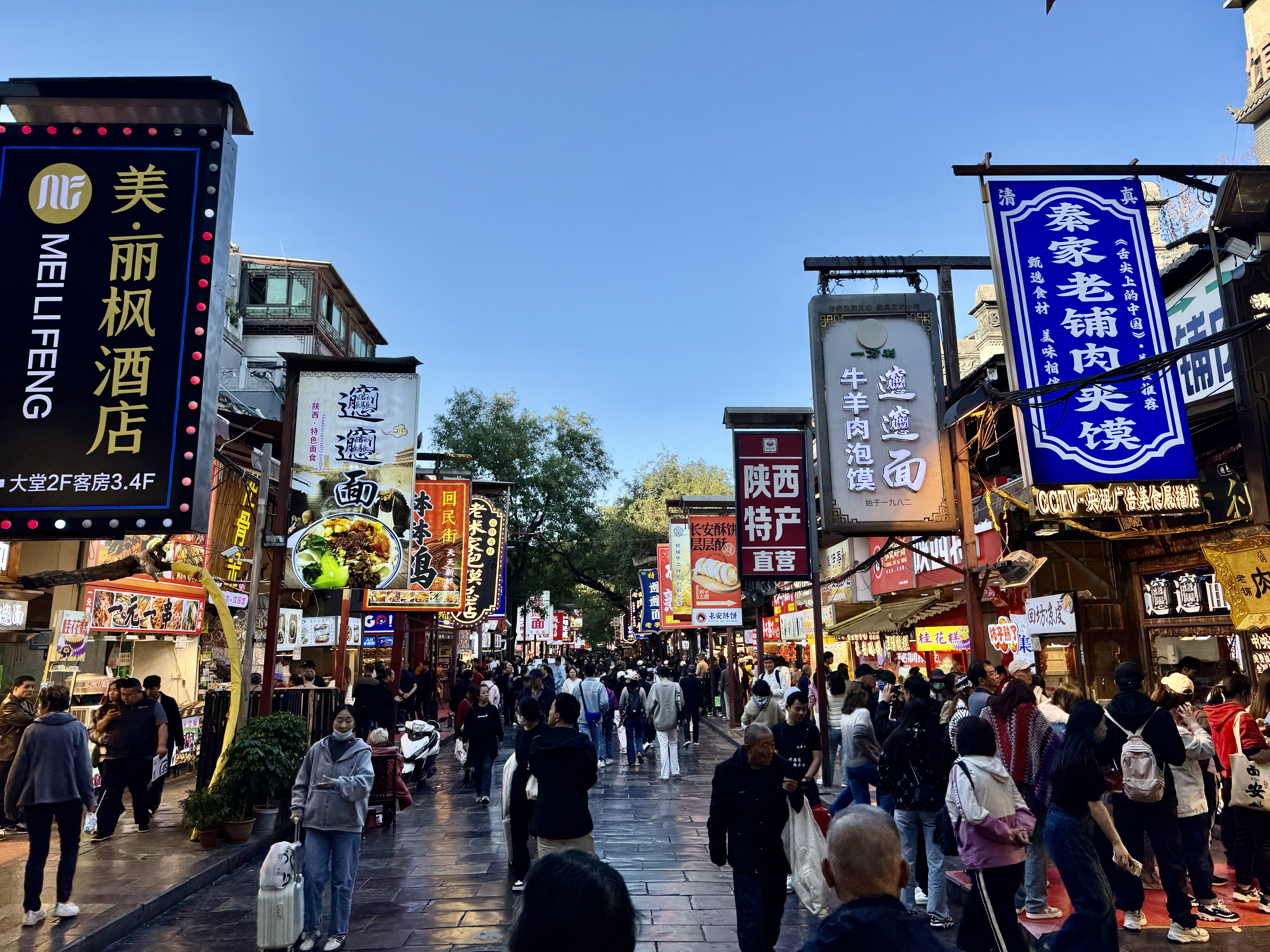
北院门步行街

- 三学街历史文化街区（2）
- 北院门历史文化街区（2）
- 七贤庄历史文化街区（2）

### 咸阳市
- 中山街东段历史文化街区（2）
- 东明街历史文化街区（2）

#### 三原县
- 西大街历史文化街区（4）
- 东大街历史文化街区（4）

#### 乾县
- 北大街历史文化街区（4）

#### 兴平市
- 马嵬街区（6）

### 榆林市
- 南大街历史文化街区（2）
- 北大街历史文化街区（2）
- 米粮市顶历史文化街区（2）

#### 绥德县
- 疏属山历史文化街区（4）
- 东门墕历史文化街区（4）

#### 佳县
- 香炉寺历史文化街区（4）
- 古城街人民路历史文化街区（4）

#### 神木市
- 凯歌楼历史文化街区（4）
- 武营街历史文化街区（4）

#### 府谷县
- 府州城北门北街历史文化街区（4）
- 府州城南门西街历史文化街区（4）

#### 米脂县
- 东大街街区（6）
- 南大街街区（6）
- 北大街—西大街街区（6）

### 汉中市
- 东关正街历史文化街区（2）
- 西汉三遗址历史文化街区（2）

#### 城固县
- 文庙历史文化街区（4）
- 中山街新街（黉宫正路）历史文化街区（4）
- 钟楼历史文化街区（4）

#### 勉县
- 故城历史文化街区（4）
- 菜园街历史文化街区（4）

#### 留坝县
- 留侯街区（6）
- 留坝厅老街街区（6）

### 宝鸡市

#### 凤翔区
- 文昌巷-通文巷-毡匠巷历史文化街区（2）
- 凤翔新庄巷历史文化街区（2）

#### 金台区
- 长乐塬街区（6）

### 安康市

#### 汉滨区
- 东关街区（3）
- 恒口示范区（试验区）老街历史文化街区（4）

#### 紫阳县
- 焕古镇老街（3）

#### 石泉县
- 城关文化街区（3）
- 后柳老街历史文化街区（4）

#### 旬阳市
- 蜀河镇街区（3）
- 下城街历史文化街区（4）
- 府民街历史文化街区（4）

#### 汉阴县
- 双河口镇老街（3）

#### 白河县
- 城关历史文化街区（4）

### 商洛市

#### 山阳县
- 漫川关镇街区（3）

#### 丹凤县
- 棣花镇街区（3）

#### 柞水县
- 凤凰镇街区（3）

### 延安市

#### 子长市
- 中山街历史文化街区（4）
- 米粮山历史文化街区（4）

#### 宝塔区
- 桥儿沟历史文化街区（4）
- 西北川东段（杨家岭）历史文化街区（4）
- 西北川西段（枣园）历史文化街区（4）

#### 黄陵县
- 桥山街道公孙路历史文化街区（4）
- 桥山街道东后路历史文化街区（4）